# Acrophtalmia artemis
Acrophtalmia artemis är en fjärilsart som beskrevs av Felder 1861. Acrophtalmia artemis ingår i släktet Acrophtalmia och familjen praktfjärilar. Inga underarter finns listade i Catalogue of Life.